# Gulnäbbad albatross
Gulnäbbad albatross (Thalassarche carteri) är en utrotningshotad fågel i familjen albatrosser inom ordningen stormfåglar.

## Utseende

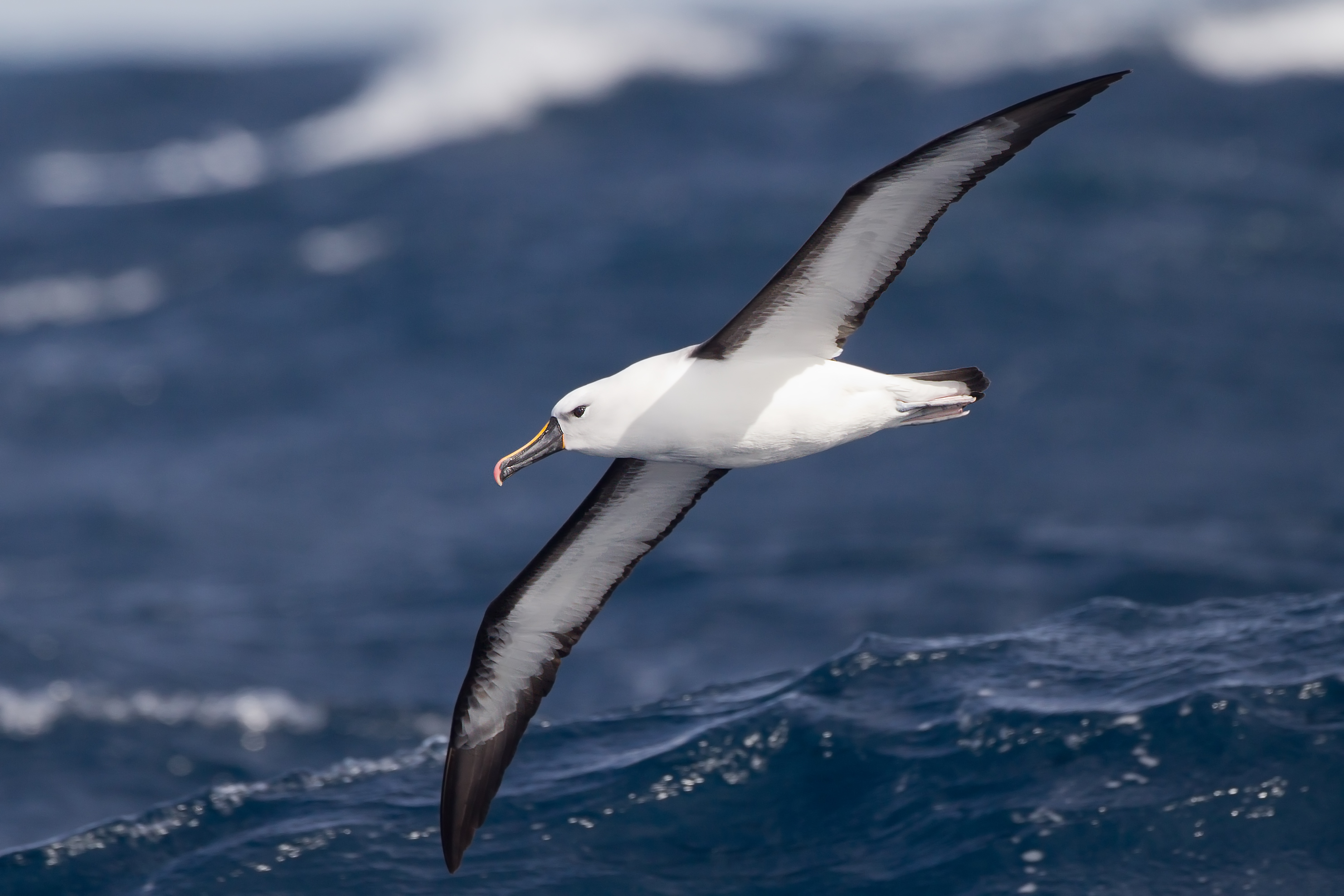

Gulnäbbad albatross är den minsta albatrossen med en kroppslängd på 76 centimeter. Fjäderdräkten är i stort svartvit, med blekgrått eller vitt huvud, mörkgrått på mantel, stjärt och vingens översida samt vitt på övergump och undersida. Vingens undersida är vit med svart spets och en smal svart framkant. Näbben är svart med en gul övre kant och rödaktig spets.
Jämfört med liknande närbesläktade mindre albatrossen har den ljusare grått ansikte och örontäckare, det vita på hjässan går ända bak mot nacken och mycket mindre svartaktig triangulär fläck framför och runt ögat. Vidare är vingarna kortare men näbben längre.

## Utbredning
Den förekommer i södra Indiska oceanen och häckar framför allt på Amsterdamön, men också Prins Edward Island i ögruppen Prins Edwardöarna, Crozetöarna, Kerguelen och Saint-Paul ön. Efter häckning sprider sig arten i Indiska oceanen mellan 30 och 50 grader sydlig bredd. Den observeras ofta utanför södra Afrika och sydvästra Australien, österut till Tasmanhavet och nordöstra Nya Zeeland.

## Systematik
Gulnäbbad albatross har ofta kategoriserats som en underart till mindre albatross (Thalassarche chlororhynchos), men urskiljs allt oftare som egen art. Det genetiska avståndet är dock relativt litet.

## Levnadssätt
Arten häckar till skillnad från de större albatrossarterna årligen, antingen i kolonier eller i lösa grupper. Äggläggning sker i september–oktober, äggen kläcks i november–december och ungarna är flygga i mars–april följande år. Arten lever av fisk, bläckfisk och i mindre utsträckning kräftdjur som den plockar från vattenytan eller fångar genom grunda dyk, upp till 150 mil från häckningskolonin.

## Status
Data från artens starkaste fäste på Amsterdamön visar att den minskar mycket kraftigt i antal. I början av 1980-talet drabbades populationen där av två bakterieutbrott, troligen via höns som hållits vid den franska militärbasen. Dödligheten bland ungar var närapå 100 % i vissa kolonier. Vidare dödas uppskattningsvis 600 gulnäbbade albatrosser per år av fiske med långrev. Internationella naturvårdsunionen IUCN bedömer därför dess hotstatus som starkt hotad. Världspopulationen uppskattas till 82 000 vuxna individer.

## Namn
Fågelns vetenskapliga artnamn hedrar Thomas Carter (1863–1931), engelsk ornitolog, samlare och upptäcktsresande i Australien 1886–1921.